# Шагдарсурэнгийн Сонинбаяр
Шагдарсурэнгийн Сонинбаяр (монг. Шагдарсүрэнгийн Сонинбаяр; род. 1952) — монгольский буддийский деятель, ректор Буддийского университета им. Г. Дзанабадзара в Улан-Баторе.
Ш. Сонинбаяр родился в 1952 году в сомоне Говь-Угтаал Среднегобийского аймака Монголии. Окончив в 1970 году десятилетнюю школу, поступил в Государственный педагогический институт, однако, проучившись полгода, был вынужден из-за ухудшения здоровья вернуться домой. В 1973 году, вылечившись, приезжал в столичный монастырь Гандантэгченлин, однако по совету ректора и земляка-ламы Бадама, ученика эмчи Хайдавжуная, восстановился в институте, где получил хорошую историческую и филологическую подготовку.
Окончив институт, в 1979 году стал «вольным ламой» (монг. сул лам) при Буддийском институте Гандана; в 1981 году — библиотекарем, а в 1985 году — институтским преподавателем. В 1989 году, чтобы стать собственно ламой, уехал на обучение цаниду в Институт буддийской диалектики в Дхарамсале (Индия).
Имеет буддийскую учёную степень габджу, а также степень доктора исторических наук.
В настоящее время состоит в руководстве Монгольской Ассоциации буддистов.